# ECW Massacre on 34th Street
ECW Massacre on 34th Street fue un evento pago por visión de lucha libre profesional producido por la empresa Extreme Championship Wrestling. El nombre del evento viene del emplazamiento donde se realizó, ya que el Hammerstein Ballroom está ubicado en la 34th Street (Calle 34) en la Ciudad de Nueva York.

## Resultados
Massacre on 34th Street tuvo lugar el 3 de diciembre de 2000 desde el Hammerstein Ballroom en la ciudad de Nueva York.
- Dark match: New Jack derrotó a Angel
- Dark match: H.C. Loc derrotó a Danny Daniels
- Christian York y Joey Matthews derrotaron a Simon Diamond y Swinger (5:38)
  - York cubrió a Swinger después de un "Splash".
- EZ Money (w/Chris Hamrick y Julio Dinero) derrotó a Balls Mahoney (7:52)
  - Money cubrió a Mahoney después de una "Diving Moonsault".
  - Durante el combate, Hamrick y Dinero atacaron a Mahoney.
  - Tras la lucha, Dinero y Hamrick intentaron volver a atacarle, pero Nova irrumpió para ayudarle.
- Nova (w/Balls Mahoney) derrotó a Julio Dinero (w/Chris Hamrick, EZ Money and Elektra) (5:57)
  - Nova cubrió a Dinero con un "High-Angle Senton Bomb".
  - Durante el combate, Hamrick, Money y Elektra intentaron atacar a Nova, pero Balls Mahoney impidió la acción.
- Danny Doring y Amish Roadkill derrotaron a The F.B.I. (Little Guido y Tony Mamaluke) ganando el Campeonato en Parejas de la ECW (9:01)
  - Guido recibió la cuente después de un "Hart Attack".
- C.W. Anderson derrotó a Tommy Dreamer(16:47)
  - Anderson cubrió a Dreamer después de un "Anderson Spinebuster" en una mesa.
- Rhino derrotó a Spike Dudley reteniendo el Campeonato Mundial de la Televisión (9:51)
  - Rhino cubrió a Dudley después de tres silletazos.
- The Unholy Alliance (Yoshihiro Tajiri y Mikey Whipwreck) (w/The Sinister Minister) derrotó a Super Crazy y Kid Kash (18:24)
  - Tajiri cubrió a Crazy después de un "Diving Double Foot Stomp" con tres sillas y una mesa sobre Crazy.
- Steve Corino (w/Jack Victory) derrotó a Jerry Lynn y Justin Credible (w/Francine) en una Three-Way Dance reteniendo el Campeonato Mundial Peso Pesado de la ECW (22:51)
  - Credible cubrió a Lynn después de un "That's Incredible!". (11:42)
  - Corino cubrió a Credible después de un "Old School Expulsion". (22:51)